# Hogna ingens
Hogna ingens là một loài nhện trong họ Lycosidae. Chúng được John Blackwall miêu tả năm 1857.